# Okręg wyborczy Corio
Okręg wyborczy Corio (ang. Division of Corio) – jednomandatowy okręg wyborczy do Izby Reprezentantów Australii, istniejący nieprzerwanie od pierwszych wyborów federalnych w 1901 roku. Znajduje się w stanie Wiktoria, na zachód od Melbourne, zaś jego nazwa pochodzi od Zatoki Corio. 

## Lista posłów
| okres urzędowania | poseł           | przynależność                                                                |
| ----------------- | --------------- | ---------------------------------------------------------------------------- |
| 1901-1910         | Richard Crouch  | Partia Protekcjonistyczna (1901-1909) Związkowa Partia Liberalna (1901-1910) |
| 1910-1913         | Alfred Ozanne   | Australijska Partia Pracy                                                    |
| 1913-1914         | William Kendell | Związkowa Partia Liberalna                                                   |
| 1914-1917         | Alfred Ozanne   | Australijska Partia Pracy                                                    |
| 1917-1929         | John Lister     | Nacjonalistyczna Partia Australii                                            |
| 1929-1931         | Arthur Lewis    | Australijska Partia Pracy                                                    |
| 1931-1940         | Richard Casey   | Partia Zjednoczonej Australii                                                |
| 1940-1949         | John Dedman     | Australijska Partia Pracy                                                    |
| 1949-1967         | Hubert Oppeman  | Liberalna Partia Australii                                                   |
| 1967-1993         | Gordon Scholes  | Australijska Partia Pracy                                                    |
| 1993-2007         | Gavan O’Connor  | Australijska Partia Pracy (1993-2007) niezrzeszony (2007)                    |
| od 2007           | Richard Marles  | Australijska Partia Pracy                                                    |

źródło: 